# Erdős–Nicolastal
Inom talteori är ett Erdős–Nicolastal ett naturligt tal som inte är perfekt men för vilket det finns ett tal {\displaystyle m} så att
{\displaystyle \sum _{d\mid n,\ d\leq m}d=n.}
De första Erdős–Nicolastalen är:
24, 2016, 8190, 42336, 45864, 392448, 714240, 1571328, 61900800, 91963648, 211891200, 1931236608, 2013143040, 4428914688, 10200236032, 214204956672, … (talföljd A194472 i OEIS)